# Simon Hornblower
Simon Hornblower (1949) è uno storico britannico, professore di Studi Classici e di Storia Antica presso l'Università di Oxford e Senior Research Fellow di All Souls College (Oxford).

## Biografia
Nato nel 1949, fu educato all'Eton College, dove era uno studioso, al Jesus College (Cambridge), dove ha preso gli onori di prima classe nel 1969, e al Balliol College di Oxford, dove ha preso gli onori di prima classe in Literae Humaniores nel 1971 (Bachelor of Arts e, successivamente, Master of Arts) e un dottorato di ricerca nel 1978 con una tesi dal titolo Maussollos of Karia.
Nel 1971 è stato eletto per un Prize Fellowship all'All Souls College, che ha ricoperto fino al 1977; dal 1978 al 1997 è stato Docente di Storia Antica presso l'Università di Oxford e Fellow and Tutor di Classici presso l'Oriel College (Oxford), mentre nel 1994-1995 è stato membro del Institute for Advanced Study di Princeton (New Jersey). Si trasferì all'University College di Londra, dove nel 1998 è stato nominato professore di Classici e di Storia Antica. Nel 2006 è stato promosso con il titolo Professore "Grote" di Storia antica, conservando il titolo di Professore di Classici.
Egli è stato eletto Fellow della British Academy nel 2004.
Hornblower è stato eletto Senior Research Fellow all'All Souls College (Oxford), riprendendo la sua nomina a Michaelmas Term nel 2010. Allo stesso tempo il Recognition of Distinction Committee gli conferì il titolo di Professore di Classici e di Storia antica.

## Oggetto degli studi
Il suo interesse attuale è la storiografia classica Greca (in particolare Erodoto e Tucidide) e la relazione tra i testi storici dal punto di vista letterario e storico. Ha pubblicato un commento storico e letterario su Tucidide in tre volumi (Oxford University Press, 1991, 1996, 2008). L'ultimo libro che ha scritto da solo è Thucydides and Pindar: Historical Narrative and the World of Epinikian Poetry (Oxford University Press, 2004). È anche coeditore, col professor Catherine Morgan del King's College di Londra, del libro Pindar's Poetry, Patrons, and Festivals: From Archaic Greece to the Roman Empire (OUP, 2007), una raccolta di articoli scritti da esperti sugli aspetti storici letterari e archeologici di Pindaro e del suo mondo.
Dal 1979 ha collaborato al Lexicon of Greek Personal Names and co-edited Greek Personal Names: Their Value as Evidence (Oxford University Press, 2000).
Nel 1996 è stato co-curatore della terza e ultima edizione dell’Oxford Classical Dictionary.

## Opere
- Simon Hornblower, Mausolus, Clarendon Press, 1982, ISBN 978-0-19-814844-9.
- Simon Hornblower e M C Greenstock, The Athenian empire, London Association of Classical Teachers, 1984, ISBN 978-0-903625-17-3.
- Simon Hornblower, The Greek world, 479-323 BC, London, 1983, ISBN 978-0-416-75000-3.
- Simon Hornblower, Thucydides, Johns Hopkins University Press, 1987, ISBN 978-0-8018-3529-2.
- Simon Hornblower, Greek historiography, Clarendon Press, 1994, ISBN 978-0-19-814931-6.
- Simon Hornblower e Antony Spawforth, The Oxford classical dictionary, Oxford, 1996, ISBN 978-0-19-268767-8.
- Simon Hornblower e Antony Spawforth, Who's who in the classical world, Oxford University Press, 2000, ISBN 978-0-19-280107-4.
- Simon Hornblower, Thucydides and Pindar : historical narrative and the world of Epinikian poetry, Oxford, 2004, ISBN 978-0-19-924919-0.
- Simon Hornblower e Catherine Morgan, Pindar's poetry, patrons, and festivals : from archaic Greece to the Roman Empire, Oxford, 2007, ISBN 0-19-929672-3.